# Договор о ненападении и о мирном урегулировании конфликтов между Финляндией и Советским Союзом
Догово́р о ненападе́нии и о ми́рном урегули́ровании конфли́ктов ме́жду Финля́ндией и Сове́тским Сою́зом — межгосударственное соглашение, подписанное 21 января 1932 года представителями Финляндии (министр иностранных дел Аарно Юрьё-Коскинен) и Советского Союза (полпред Советского Союза в Финляндии Иван Майский). 28 ноября 1939 года Советский Союз в одностороннем порядке расторг договор, поводом для этого стал Майнильский инцидент.

## Переговоры
Советский Союз начал вести переговоры о заключении договоров о ненападении с соседними странами в Европе, из-за вторжения японцев в Маньчжурию СССР пытался таким образом обезопасить свои границы. Советский Союз до этого уже подписал подобные договоры с Эстонией, Латвией и Польшей. Оставалась Финляндия. Обе стороны гарантировали, что будут уважать границы между странами и согласились оставаться нейтральными. Спорные моменты и конфликты обещали решать беспристрастно, мирными средствами.
Договор вступил в силу 9 августа 1932 года. Срок его действия был установлен в 3 года (ст. 8). Протоколом от 7 апреля 1934 года срок действия договора был продлён до 31 декабря 1945 года. Протокол был подписан в Москве финским послом Аарно Юрьё-Коскиненом и советским наркомом иностранных дел Максимом Литвиновым.
Советский Союз 28 ноября 1939 года расторг договор, за два дня до своего вторжения в Финляндию, утверждая, что Финляндия напала на советскую деревню. Согласно пятой статье договора, а также заключённой 22 апреля 1932 года на основании этой статьи Конвенции о согласительной процедуре, обе стороны должны были создать согласительную комиссию для расследования инцидента, Финляндия попыталась это сделать, но Советский Союз отверг эту инициативу, так как в соответствии с финским предложением Советские войска должны были быть отведены от границы вплоть до городской черты Ленинграда, что было для СССР неприемлемо.

## Галерея

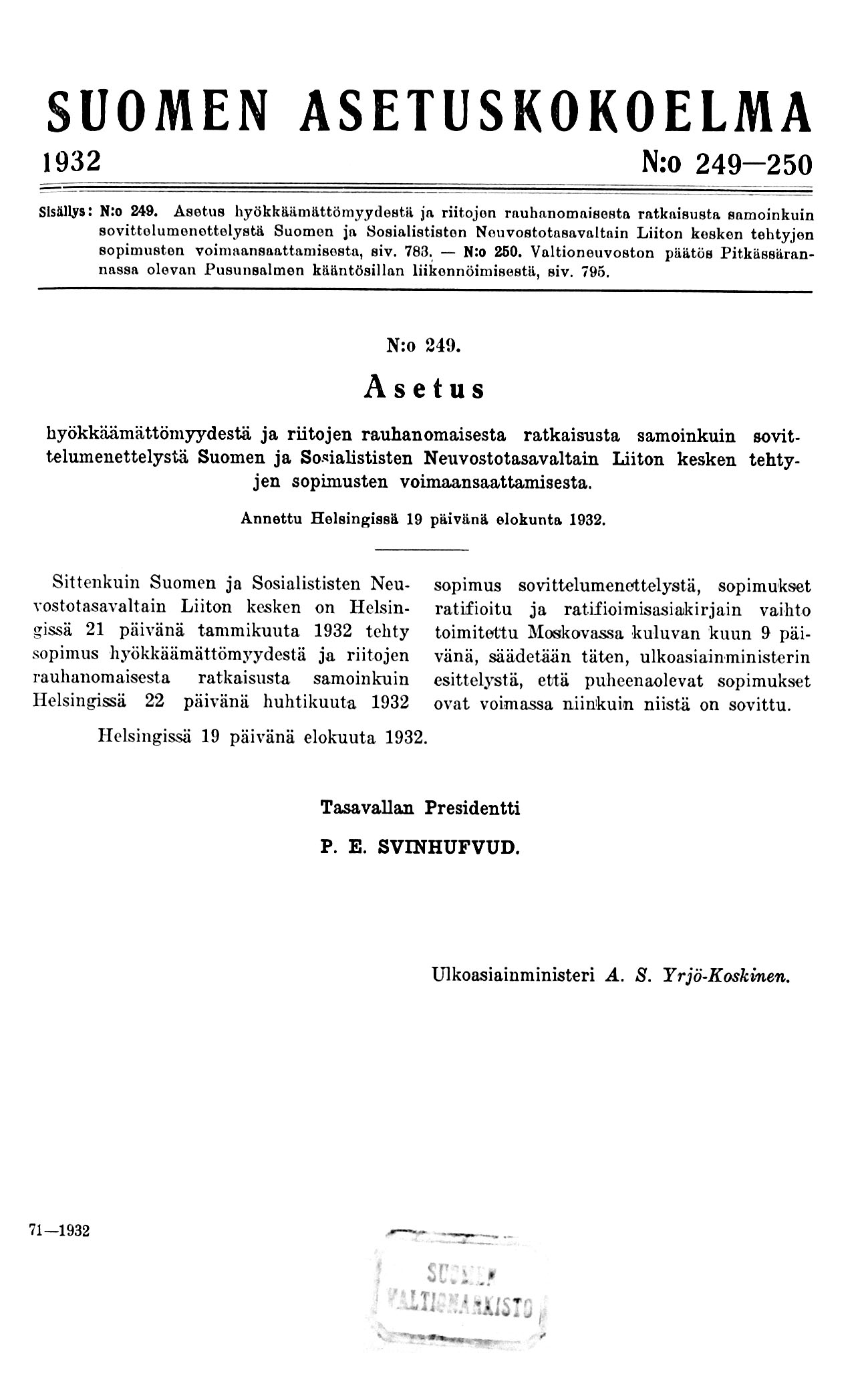
Текст договора (с. 1)
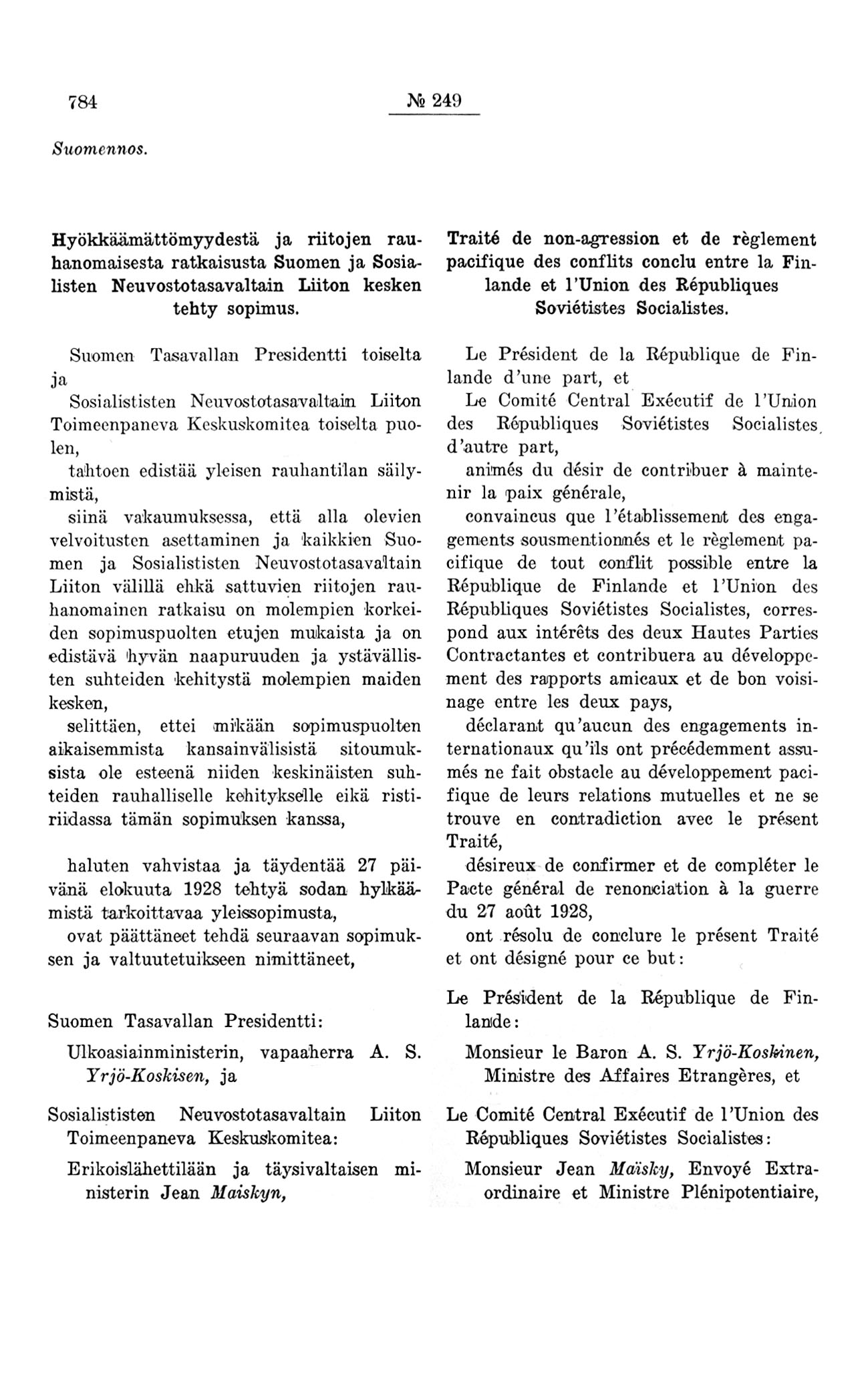
Текст договора (с. 2)
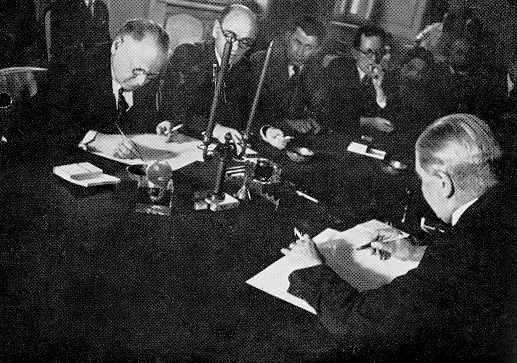
Нарком иностранных дел СССР М.М. Литвинов вместе с послом Финляндии в Москве бароном Арно Юрьё-Коскиненом подписывают 7 апреля 1934 г. протокол о продлении договора о ненападении 1932 г.